# コー・ガブリエル・カメダ
コー・ガブリエル・カメダ（Koh Gabriel Kameda、日本名：亀田光、1975年1月14日 - ）は、日本とドイツの血統を引くドイツのヴァイオリニスト、ヴァイオリン教師。

## 生い立ち
コー・ガブリエル・カメダは、ドイツ南西部バーデン＝ヴュルテンベルク州フライブルク・イム・ブライスガウで、外科医である日本人の父とドイツ人の母との間に生まれた。5歳からヴァイオリンを演奏し始め、8歳からはコンテストなどに参加して1位をとるようになり、やがて、カールスルーエのヨーゼフ・リシンの下で学ぶようになった。

## 経歴
12歳のとき、カメダはカールスルーエ音楽大学 (Hochschule für Musik Karlsruhe) に入学し、ヨーゼフ・リシン教授の下で学んだ。カメダは、13歳だった1988年に、ドイツ南西部バーデン＝ヴュルテンベルク州バーデン＝バーデンで、アンリ・ヴュータン作曲のヴァイオリン協奏曲第5番をバーデン＝バーデン・ フィルハーモニー管弦楽団とともに演奏してデビューした。以降、カメダはヨーロッパ、アジア、南北アメリカ各地で演奏している。
1993年、カメダは、ヴァイオリニストで指揮者でもあるピンカス・ズーカーマンに招かれてニューヨークへ赴き、マンハッタン音楽学校でズーカーマンとともに働いた。
カメダの初期の経歴の中で特記すべき事績のひとつは、ポーランドの作曲家ヴィトルト・ルトスワフスキと、彼が亡くなる前年の1993年に共演した一連のコンサートである。カメダはルトスワフスキ作品『Chain II』を、作曲家自身の指揮で演奏し、そのコンサートから、ルトスワフスキ最後のライブCDが制作され、メディアによって高く評価された。『新・音楽新聞』(Neue Musikzeitung) は「抜群の出来」と報じ、『フランクフルター・アルゲマイネ・ツァイトゥング』は「秀でたテクニックと成熟した表現」と記した。
1997年、カメダはメキシコで開催されたヘンリク・シェリング国際ヴァイオリン・コンクールで1位となり、各国の聴衆からも、同僚の演奏家たちからも、ヴァイオリニストとして認知されるようになった。カメダの演奏を聴いたメニューイン男爵は、その演奏について「最も深く印象に残る演奏だった」と熱心に語り、サー・ジェームズ・ゴールウェイは、「同世代では最も優れた演奏者のひとりだ」と述べた。 
カメダはドイツ国内でも、国際的にも、様々なコンクールで数多くの賞を得ている。ドイツの全国若手音楽家コンクール、クロスター・シェーンタール国際ヴァイオリン・コンクール、ヘンリク・シェリング国際ヴァイオリン・コンクールで、カメダはそれぞれ1位となった。また、ウィーンで開催され、ヨーロッパ全域にテレビ生中継された1990年のユーロヴィジョン若手音楽家コンクール (Eurovision Contest) でも、入賞を果たしている。このほか、ヨーロピアン・インダストリー音楽賞 (the Music Award of the European Industry)、ユルゲン・ポント財団賞 (the Jürgen-Ponto Foundation award)、ドイツ音楽生活財団賞 (the Deutsche Stiftung Musikleben award)、バーデン＝ヴュルテンベルク芸術財団賞 (the Baden-Württemberg Art Foundation award)、国際リヒャルト・ワーグナー協会 (the international Richard Wagner Society) からの奨学金、ドーラ・ザスラフスキ＝コッホ奨学賞 (the Dora Zaslavsky-Koch Scholarship Award) など、カメダは様々な賞を受賞している。
これまでにカメダがソリストとして共演したオーケストラは、シュターツカペレ・ドレスデン、ベルリン交響楽団、ハンブルク交響楽団、カイザースラウテルンSWR管弦楽団、ウィーン放送交響楽団、ベルギー放送フィルハーモニー管弦楽団、大阪フィルハーモニー交響楽団、イスラエル・フィルハーモニー管弦楽団、日本フィルハーモニー交響楽団、チューリッヒ室内管弦楽団、ケルン室内楽管弦楽団、アイルランド国立交響楽団、アテネ国立交響楽団、フィルハーモニア・フンガリカ、東京交響楽団、新日本フィルハーモニー交響楽団、東京都交響楽団、ノルドハウゼン交響楽団、メキシコ国立交響楽団 (Orquesta Sinfónica Nacional (México))、メキシコ市管弦楽団 (Orquesta Filarmónica de la Ciudad de México)、東京チェンバーフィルハーモニック、ベネズエラ交響楽団 (Orquesta Sinfónica Venezuela) などがある。

### 日本での活動
カメダはドイツに定住しているが、日本でも広く芸術活動を展開して高く評価されており、日本のクラシック音楽界においても重要な人物になっている。2000年には、サントリー・ホールで5回の講演を行い、すべてのチケットが完売となった。その10年前、1990年に、カメダは日本でのステージ・デビューを果たしており、東京のサントリーホールや大阪のザ・シンフォニーホールで、様々なヴァイオリン協奏曲を演奏していた。しかし、カメダの日本での活動は、こうしたコンサート活動以前に、NHKがプライムタイムに放送したドキュメンタリー番組『NHKスペシャル アインシュタインロマン』への出演から始まっていた。カメダはこの作品に、『はてしない物語』、『モモ』で知られるドイツの作家ミヒャエル・エンデや、ファッション・デザイナーの森英恵とともに出演し、主役を演じるとともに、サウンドトラックを録音した。同時に、カメダはこの番組のレーザーディスクにも出演し、BMGファンハウスからリリースされたこの作品は、日本においてクラシック音楽を取り上げた最初のレーザーディスク作品となった。日本におけるカメダの人気は実に高く、日本ではファンクラブが結成されている。
カメダが今も取り組んでいる「癒しの音楽」という各地の病院でコンサートを行なうという企画は、長年にわたって活発に取り組まれてきた、入院患者たちに音楽を届けようというボランティア活動であり、1999年にはテレビ東京で1時間のドキュメンタリー番組として紹介されたことは、定期的にクラシック音楽のコンサートに足を運ぶような人々以外から、カメダが広く注目を集めるきっかけとなった。
2002年4月、カメダはジェラード・シュワルツ指揮の新日本フィルハーモニー交響楽団とともに、ルイス・グルーエンバーグのヴァイオリン協奏曲の日本初演を行なった。この作品は、（20世紀を代表するヴァイオリニストとされる）ヤッシャ・ハイフェッツが1945年に委嘱して作曲されたものであった。ハイフェッツ自身がピエール・モントゥー指揮のサンフランシスコ交響楽団とともに演奏して録音を残して以来、カメダが演奏するまで誰も演奏しなかったので、カメダはこの曲を演奏した2人目の奏者である。グルーエンバーグの娘であるジョアン・グルーエンバーグ・コミノスはカメダの演奏を聴き、カメダに対し「父のヴァイオリン協奏曲を、あなたの素晴らしい演奏で聴き、感激しました。この難曲を完璧に仕上げて、見事に演奏されました」と述べた。ドイツのジャーナリストで、作家でもあるハロルト・エゲブレヒト (Harald Eggebrecht) は、カメダの演奏で聴いたグルーエンバーグのヴァイオリン協奏曲について、著書『Große Geiger. Kreisler, Heifetz, Oistrach, Mutter, Hahn und Co』の中で言及している。

### 教職
上記のように、1993年、カメダは、ピンカス・ズーカーマンに招かれてニューヨークへ赴き、マンハッタン音楽学校で働いた。
カメダは、2004年から2009年まで、チューリッヒ芸術大学の教職に就いていた。2010年からは、現職であるノルトライン＝ヴェストファーレン州デトモルトにあるデトモルト音楽大学のヴァイオリン教授に就任している。

## 楽器
カメダが使用している楽器で特記すべきものとして、テクラー（David Tecchler 1715）、かつてヨーゼフ・ヨアヒムが所有していたストラディバリ (Antonius Stradivari 1715 ex Joachim)、また最近では、ホルロイド・ストラディバリ (the "Holroyd" Antonius Stradivari of 1727) がある。

## アンサンブル
2006年、カメダは、東京チェンバー・フィルハーモニック (The Tokyo Chamber Philharmonic) というアンサンブルを結成した。この企画オーケストラは、東京首都圏を拠点としていたが、結成の年に、カメダはこのオーケストラを率いて日本全国への初巡業に出、ソリストとしてのみならず、この新しいオーケストラの指揮者としてもステージに立った。最初のプログラムは「ヴィヴァルディとピアソラの四季 8 Seasons」と題された、アントニオ・ヴィヴァルディの組曲『四季』とアストル・ピアソラの『ブエノスアイレスの四季 (Estaciones Porteñas)』を結合させた演奏で、ピアニストで作曲家のペーター・フォン・ヴィエンハルト (Peter von Wienhardt) の編曲によるものであった。
カメダは、ピアニスト江尻南美、チェロ奏者イサン・エンダース (Isang David Enders)とともに、ピアノ三重奏団トリオ・フランクフルトの創設メンバーでもある。

## ディスコグラフィー

### アルバム
- 「モーツァルト幻想　コー・ガブリエル・カメダの世界」（1992年1月25日）FHCF1173 ファンハウス[11]
- 「ロマンセス」（2000年11月22日）B00005HPFD アブソードミュージックジャパン